# Harlingen (New Jersey)
Harlingen is een plaats (census-designated place en unincorporated place) in de staat New Jersey, in de Verenigde Staten. Het ligt ten zuiden van Montgomery in de county Somerset. Volgens de volkstelling in 2010 waren er 297 inwoners. Harlingen heeft sinds 1727 een Nederlands hervormde kerk.